# 本城清
本城 清（ほんじょう きよし）は、江戸時代末期の徳山藩士、儒学者。徳山七士の一人。諱は斐、字は仲章、号は素堂。徳山藩士・江村忠韶の次男で、叔父・本城太華の養子となる。兄に江村忠純、弟は同じく徳山七士の一人である江村彦之進。妻は浅見巣雲の四女・寿美、子は本城宣馬。徳山藩の藩校である興譲館の第5代教授を務める。

## 生涯
文政8年（1825年）、徳山藩士・江村忠韶の次男として生まれ、外叔の本城太華に子が無かったため養子となって跡を継ぎ、本城姓を称した。弘化元年（1844年）より、藩主・毛利元蕃の近侍となり、駕に従って数度江戸に往来した。
安政元年（1854年）、藩校である興譲館の訓導役となり、次いで在職のまま江戸に出て安積艮斎の門下に入り、数ヶ月ならずして塾長にあげられ、安政4年（1857年）1月に帰藩。安政6年（1859年）には弟の江村彦之進と共に九州を遊歴し、九州諸藩の情勢を視察した。
万延元年（1860年）に藩主・元蕃が長府藩主・毛利元運の8男である毛利元功を養子として世子とした際、その近侍兼文学師範を命じられた。文久3年（1863年）の藩政改革による藩校・興譲館の拡張を機に両人役に転じて興譲館の第5代教授（学頭）を兼任し、後に代官役に転じた。
清は尊王攘夷を唱えており、元治元年（1864年）7月19日の禁門の変の後、幕府への恭順を主張する保守派（俗論派）が藩政を握ると、清は8月11日に免職のうえ、親族に命が下って禁固に処され、翌8月12日には興譲館の一室に移動して幽閉された。更に8月17日には藩士の籍を除かれ、浅見安之丞、信田作太夫、岩崎環らと共に浜崎の獄に繋がれる。
元治2年（1865年）1月12日、保守派の藩吏は清らを欺いて毒酒を飲ませて密かに殺害しようとしたが清が怪しんで飲まなかったので、1月14日に「死一等を減じ流罪の処す」と偽って本城清・浅見安之丞・信田作太夫を新宮の浜に連れ出し、絞殺した。享年41。遺体はそのまま砂浜に埋められてその死は伏せられ、3人の死は牢屋における病死として徳山藩主や萩藩に報告された。清の死を知った親族はその遺骸を請い、徳山佐渡町の無量寺に葬った。なお、清は獄中にあって早くから死の免れ難いことを覚悟し、元治元年（1864年）11月14日に、兄・江村忠純、妻・寿美、嫡男・宣馬に宛てて遺書を書き、妻と子の将来を誡め、「我等幼より篤く聖賢の道を信じ守る所を失はず候て、かかる厳戮を蒙り候は天なり。悲しむに足る事なし」と諭している。
藩論回復後、徳山藩主・毛利元蕃は、殉難七士の家を復興し、その遺族を優遇した。明治21年（1888年）に靖国神社に合祀され、明治31年（1898年）には徳山七士の7名全員に従四位が贈られた。周南市の児玉神社には徳山七士の顕彰碑と贈従四位の碑が建っている。